# 川畑幸一
川畑 幸一（かわばた こういち、男性、1957年（昭和32年）1月17日 - ）は、福岡県出身の空手家。極真会館（松井派）近畿地区本部長兼京都支部支部長を務める。段位は八段。

## 来歴
愛知県内の高校卒業後、1976年（昭和51年）に極真会館総本部道場の若獅子寮に入寮し、大山倍達の内弟子となった。
身長164cm、体重70kg（現役当時）という体格ながら、1日8時間の猛稽古をこなし、大山から「川畑は稽古の虫」と評され、1979年（昭和54年）5月に第11回オープントーナメント全日本空手道選手権大会の準々決勝では、中村誠から左上段回し蹴りで技ありを奪ったものの、延長戦で敗れ、第7位に入賞する。なお、選手権大会で中村が技ありを取られたのは二宮城光との対戦（第10回全日本大会準決勝）と川畑との試合だけである。同年の第2回オープントーナメント全世界空手道選手権大会の4回戦で身長179cm、体重100kgのオーストラリアチャンピオンのトニー・ボーデンを下し、5回戦では藤原賢治（若獅子寮では川畑の先輩）を再延長戦で左上段回し蹴りで技ありを奪って勝利し､8位に入賞した。これらの活躍で小さな巨人と呼ばれた。
1982年（昭和57年）に京都支部を開設し、第17回全日本選手権で現役を引退。同支部で数多くの門下生を育成、桑島靖寛と内田義晃の2名を全日本大会で優勝させ、三明広幸を全日本ウエイト制大会（中量級）で2度優勝させ、各種の選手権大会の決勝戦などで主審を担っている。

## 人物
柔道参段。高校時代には愛知県大会に出場し優勝をしている。
川畑は「山崎照朝師範のような蹴りの上手な先輩に憧れがあった。小さい人間が足や腹を蹴ったり突いたりしても、大きな人間には効かないと思っていたので、入門当時から上段蹴りを身に付けたいという気持ちは強かった」と吐露し、それが中村誠やトニー・ボーデンとの試合に開花した。
松井章圭が茶帯でまだ手塚道場（千葉北支部）に所属していた時に、総本部道場へ出稽古に行った。そこで同じ茶帯の川畑と組手したのだが、松井は「始まって何がなんだかわからないうちに左上段回し蹴りを顔面に受け、気が遠くなった瞬間に体落としで床へ叩きつけられた。大丈夫か？と声を掛けてくれたが、その直後に腹を踏まれ、私は完全に萎縮してしまった」と述懐している。
大山泰彦は極真会館アラバマ支部長を務めていた頃、「川畑をぜひ、うちに欲しい」と述べている。
また、ブラックマヨネーズの小杉竜一は、門下生だった。

## 主な成績
- 第10回オープントーナメント全日本空手道選手権大会8位
- 第11回全日本空手道選手権大会7位
- 第2回オープントーナメント全世界空手道選手権大会8位
- 第1回西日本空手道選手権大会準優勝

## 京都支部出身の主な弟子
- 三明広幸（第6回・第11回オープントーナメント全日本ウェイト制空手道選手権大会中量級優勝、前・新極真会京都南支部長。現・武道空手研究会代表）
- 桑島靖寛（第20回オープントーナメント全日本空手道選手権大会優勝、現在は全日本極真連合会香川県桑島道場師範）
- 小井義和（第18回全日本選手権4位。現在は全日本極真連合会の常任理事、富山県小井道場師範）

※以上、3名は第4回オープントーナメント全世界空手道選手権大会にも出場した。
- 伊藤慎（第19回オープントーナメント全日本ウェイト制空手道選手権大会中量級優勝（松井派開催）、第8回オープントーナメント全世界空手道選手権大会（松井派開催）出場。現在は極真会館松井派岐阜支部長）
- 内田義晃（第37回・第38回オープントーナメント全日本空手道選手権大会2連覇（松井派開催）。第9回全世界選手権出場）